# Orangebrynad tangara
Orangebrynad tangara< (Kleinothraupis calophrys) är en fågel i familjen tangaror inom ordningen tättingar.

## Utbredning och systematik
Den förekommer i Anderna i Puno i sydöstra Peru och La Paz och Cochabamba i västra Bolivia. Tidigare placeras arten i släktet Hemispingus, men genetiska studier visar att arterna i släktet inte är varandras närmaste släktingar.

## Status
IUCN kategoriserar arten som livskraftig.